# Copa de la Liga de Corea
La Copa de la Liga (리그컵?, Rigeu KeopRR) fue una competición de fútbol profesional de Corea del Sur. Este certamen se jugó por primera vez en 1992 y se abolió después de la temporada 2012. Un torneo predecesor, el Campeonato de Fútbol Profesional, se jugó en 1986.

## Nombres
Desde 1992 hasta 2011, la Copa de la Liga ha tenido varios nombres debido a los siguientes patrocinadores:
- Copa Adidas (1992–2002), patrocinada por Adidas
- Copa Samsung Hauzen Cup (2004–2008), patrocinada por Samsung Electronics
- Peace Cup Korea (2009), patrocinada por el Comité de Organización de la Copa de la Paz
- Copa Posco (2010), patrocinada por POSCO
- Copa Rush & Cash (2011), patrocinada por A&P Financial

Desde 1997 hasta 2000, hubo copas de liga suplementarias:
- Copa Prospecs (1997), patrocinada por LS Networks Company
- Copa Phillip Morris Korea (1998), patrocinada por Phillip Morris Korea
- Copa Daehanhwajae Cup (1999–2000), patrocinada por Lotte Insurance

## Finales
| Año   | Campeón                 | Subcampeón             |
| ----- | ----------------------- | ---------------------- |
| 1986  | Hyundai Horang-i        | Daewoo Royals          |
| 1992  | Ilhwa Chunma            | LG Cheetahs            |
| 1993  | POSCO Atoms             | Hyundai Horang-i       |
| 1994  | Yukong Elephants        | LG Cheetahs            |
| 1995  | Hyundai Horang-i        | Ilhwa Chunma           |
| 1996  | Bucheon Yukong          | Pohang Atoms           |
| 1997  | Busan Daewoo Royals     | Jeonnam Dragons        |
| 1997+ | Busan Daewoo Royals     | Pohang Steelers        |
| 1998  | Ulsan Hyundai Horang-i  | Bucheon SK             |
| 1998+ | Busan Daewoo Royals     | Bucheon SK             |
| 1999  | Suwon Samsung Bluewings | Anyang LG Cheetahs     |
| 1999+ | Suwon Samsung Bluewings | Busan Daewoo Royals    |
| 2000  | Suwon Samsung Bluewings | Seongnam Ilhwa Chunma  |
| 2000+ | Bucheon SK              | Jeonnam Dragons        |
| 2001  | Suwon Samsung Bluewings | Busan I'Cons           |
| 2002  | Seongnam Ilhwa Chunma   | Ulsan Hyundai Horang-i |
| 2003  | No hubo competición     | No hubo competición    |
| 2004  | Seongnam Ilhwa Chunma   | Daejeon Citizen        |
| 2005  | Suwon Samsung Bluewings | Ulsan Hyundai Horang-i |
| 2006  | FC Seoul                | Seongnam Ilhwa Chunma  |
| 2007  | Ulsan Hyundai Horang-i  | FC Seoul               |
| 2008  | Suwon Samsung Bluewings | Jeonnam Dragons        |
| 2009  | Pohang Steelers         | Busan I'Park           |
| 2010  | FC Seoul                | Jeonbuk Hyundai Motors |
| 2011  | Ulsan Hyundai           | Busan I'Park           |

## Títulos por equipo
Según los principios estadísticos oficiales de la Federación Coreana de Fútbol Profesional, los clubes que actualmente forman parte de la K League heredan la historia y los récords de su predecesor.
| Club                    | Campeón | Subcampeón | Años campeón                        | Años subcampeón               |
| ----------------------- | ------- | ---------- | ----------------------------------- | ----------------------------- |
| Suwon Samsung Bluewings | 6       | 0          | 1999, 1999+, 2000, 2001, 2005, 2008 |                               |
| Ulsan Hyundai           | 5       | 3          | 1986, 1995, 1998, 2007, 2011        | 1993, 2002, 2005              |
| Busan IPark             | 3       | 5          | 1997, 1997+, 1998+                  | 1986, 1999+, 2001, 2009, 2011 |
| Seongnam FC             | 3       | 3          | 1992, 2002, 2004                    | 1995, 2000, 2006              |
| Jeju United             | 3       | 2          | 1994, 1996, 2000+                   | 1998, 1998+                   |
| FC Seoul                | 2       | 4          | 2006, 2010                          | 1992, 1994, 1999, 2007        |
| Pohang Steelers         | 2       | 2          | 1993, 2009                          | 1996, 1997+                   |
| Jeonnam Dragons         | 0       | 3          |                                     | 1997, 2000+, 2008             |
| Daejeon Hana Citizen    | 0       | 1          |                                     | 2004                          |
| Jeonbuk Hyundai Motors  | 0       | 1          |                                     | 2010                          |